# Последњи ловац на вештице
Последњи ловац на вештице (енгл. The Last Witch Hunter) амерички је фантастични и акциони филм из 2015. године у режији Брека Ајзнера. Вин Дизел глуми бесмртног ловца на вештице који мора да спречи кугу да опустоши цео свет.
Премијерно је приказан 13. октобра 2015. године у Њујорку, док је 23. октобра пуштен у биоскопе у Сједињеним Америчким Државама, односно 22. октобра у Србији. Добио је углавном негативне рецензије критичара и зарадио око 147 милиона долара.

## Радња
Вековима су се целе војске ловаца на вештице бориле против ових страшних непријатеља широм света, а међу њима је био и Каулдер, храбри ратник који је успео да убије свемоћну Вештичју Краљицу и притом десеткује њене следбенике. У тренуцима пре своје смрти, Краљица га је проклела и учинила бесмртним, чиме га је заувек одвојила од вољене супруге и кћерке.
Данас је Каулдер једини припадник своје врсте и већ столећима лови вештице истовремено чезнувши за одавно изгубљеним вољенима. Али Каулдер и не помишља да га ускоро чекају епске битке, које ће одлучити о томе хоће ли људска врста преживети.

## Улоге
| Глумац              | Улога            |
| ------------------- | ---------------- |
| Вин Дизел           | Каулдер          |
| Роуз Лезли          | Клои             |
| Елајџа Вуд          | Долан 37.        |
| Мајкл Кејн          | Долан 36.        |
| Олафур Дари Олафсон | Балтазар Кетола  |
| Џули Енгелбрехт     | Вештичја Краљица |
| Рена Овен           | Глејзер          |
| Исак де Банколе     | Макс Шлезингер   |
| Лоте Вербек         | Хелена           |
| Даун Оливјери       | Даник            |
| Инбар Лави          | Сонја            |
| Ејми Кареро         | Миранда          |
| Бекс Тејлор Клаус   | Бронвин          |
| Алегра Карпентер    | Фатима           |
| Курт Енгл           | телохранитељ     |
| Џо Гилган           | Елик             |